# Віттенбург Павло Володимирович
Павло Володимирович Виттенбург (9 лютого 1884, Владивосток — 29 січня 1968, Ленінград) — російський, радянський географ, геолог, арктичний дослідник, професор, почесний полярник.

## Життєпис
Павло народився 1884 року в родині Володимира Івановича Віттенбурга і Марії Іванівни (уродженої Тидельської).
У 1892 році він вступив до гімназії, а з 1905 року навчався в університеті Тюбінгена (Німеччина). Закінчив навчання у виші 1909 року.
В 1910 році одружився із Зінаїдою Іванівною Разуміхіною.
У 1911 році за роботу «Геологічний нарис півострова Муравйова-Амурського» нагороджений премією імені Буссе, що було великою честю для молодого вченого.
Працював у багатьох експедиціях. У 1912 році — в уссурійській експедиції і геологічному дослідженні півострова Муравйова-Амурського. Наступного року брав участь в експедиції на Шпіцберген, в 1917 — в експедиції на Далекому Сході.
У 1919 році очолив Лахтінську екскурсійну станцію і «Музей природи північного узбережжя Невської губи» в колишній графській садибі Стенбок-Ферморова у Лахті.
У 1919 році був кілька разів заарештований ЧК.
Заарештований навесні 1930 року за сфабрикованою «справою істориків Академії наук», був засуджений до розстрілу із заміною на 10 років таборів. Працював на лісоповалі, з осені 1931 року працював за фахом на острові Вайгач, звільнений влітку 1935 року.
Відкрив родовище флюориту у районі Амдерми.
Жив в Ольгіно під Петроградом на вулиці Польовій, 5. Будинок не зберігся. Пізніше сім'я Віттенбургів оселилася в Зеленогорську за адресою Мохова вулиця, буд. 16.
Павло Володимирович Віттенбург помер 29 січня 1968 року. Похований на Зеленогорському кладовищі.

## Наукові праці
- Якутська експедиція Академії наук = Expedition Iacoute de l'academie de Sciences / проф. П. В. Виттенбург. — Л.: Вид-во Акад. наук СРСР, 1925. — 157 c. — (Матеріали до вивчення Якутській АСС Республіки) [Архівовано 9 липня 2019 у Wayback Machine.]